# جری اهرن
جری اهرن (انگلیسی: Jerry Ahern؛ ۱۹۴۶ – ۲۴ ژوئیه ۲۰۱۲ age ۶۶) یک رمان‌نویس اهل ایالات متحده آمریکا بود.